# Gravity R&D
A Gravity R&D (teljes név: Gravity Research & Development Zrt.) egy ajánlórendszerekre szakosodott informatikai gyártó. A Gravityt a Netflix-díjas "Gravity" csapat tagjai alapították.
A Gravity székhelye Magyarországon (Budapest és Győr) található, helyi irodája van Japánban.

## Története

### Netflix-díj
A 2006-ban meghirdetett Netflix-díj közel 3 éves  nyílt verseny volt egy olyan algoritmusrendszer kifejlesztésére filmek, mely alkalmas a felhasználói értékelések előrejelzésére a korábbi visszajelzések alapján. Az egymillió dolláros fődíjat az a csapat nyerhette el, amelyik a megadott határidőig több mint 10 százalékot javított a Netflix saját, Cinematch algoritmusrendszerén.
A „Gravity” csapat volt az első helyezett 2007. január – május között.
A vezető pozíciót 2007 októberében ismét elérték a „Dinosaur Planet” csapattal, mikor az „Amikor a gravitáció és a dinoszauruszok egyesülnek” néven versenyeztek.
2009 januárjában a két csapat megalapította a "Grand Prize Teamet", hogy még szélesebb körű együttműködést valósítson meg, ennek eredményeként 2009-ben az egyik vezető csapattá lettek.
2009. július 25-én a "The Ensemble" csapat, egyesülve a "Grand Prize Teammel" és az "Opera Solutions and Vandelay Uniteddel" 10,10%-kal túlteljesítette a Cinematchot a vetélkedés során.
2009. szeptember 18-án a Netflix a "BellKor's Pragmatic Chaos" csapatot jelentette be díjnyertesként, majd a 2009. szeptember 21-i ünnepségen átadta nekik a díjat. Az "Ensemble" csapat valójában szintén elérte a "BellKor" csapat eredményét, de mivel a "BellKor" 20 perccel korábban nyújtotta be az eredményt, a szabályok szerint nekik járt a díj.
A Gravity csoport által kidolgozott algoritmusok részletei megtalálhatók tudományos publikációikban. Néhány algoritmust szabadalmaztattak az Egyesült Államokban.
A vállalat adatbányászattal foglalkozó csapata aktívan kutatja az ajánlási rendszereket, és rendszeresen közzéteszi legfrissebb eredményeit.

### Kezdeti évek
2009-ben és 2011-ben két körben fektettek be a Gravity R&D-be magyar stratégiai befektetők, a Wojciech Uzdelewicz (a Wall Street egyik sztárelemzője a fedezeti alapok szerint, a Duquesque Capital korábbi ügyvezető igazgatója,) és a pénzügyi befektető, a PortfoLion.
A Gravity R&D 2010-ben vezette be a RECO-t, felhőalapú SaaS-testreszabott megoldását online vállalkozások számára (e-kereskedelem, placcok, minősített média, kiadók stb.).

### Yusp
A P&G modelljén a Gravity 2017-ben szétválasztotta a cégnevét és a terméknevét. A cégnév továbbra is Gravity maradt, míg a márkanév Yusp lett. A Yusp az új generációs testreszabási motor neve, mely alatt a Gravity jelenleg különböző termékvonalakat fejleszt kizárólag online, kkv-k, valamint tégla és habarcs kereskedelem, lakossági, telekommunikációs és lakossági banki ügyfelek és potenciális ügyfelek számára. A Yusp lett az esernyő márkája mindazoknak a szolgáltatásoknak, amelyeket a Gravity cégek jelenleg kínálnak vagy a jövőben tesznek majd elérhetővé.

## Díjak és elismerések
- A "Strands $ 100K Call for Recommender Startups" díj meghirdetését követő első  nyertes (2008. október 24.)[13][14]
- "A Red Herring 100 Europe" nyertese (2009. április 3.)[15]
- Európa 25 leginnovatívabb startup vállalkozása közé választották az Eurecan European Venture Contest 2009 (EEVC) versenyén. (2009. december)[16]
- Az International Classified Media Association "Show Me the Money" díjának nyertese a 2012-es ICMA Innovációs Díjon.[17]
- Az "ACM RecSys 2012" különdíja [18]
- Az FP7EU CrowdRec projektjének tagja[18]
- Magyarország képviselőjévé választották a 2014. szeptemberi a Digitális Gazdasági V4 Google Csúcstalálkozón a Prezi, a Maven7 és az Intellisense mellett.[19]
- A 2015-ös Deloitte Technology Fast 50 közép-európai díjazottja, mint a második leggyorsabban növekvő startup Magyarországon, és a 25. leggyorsabban növekvő startup a közép-európai térségben.[20]

## Fordítás
Ez a szócikk részben vagy egészben  a   Gravity R&D című angol Wikipédia-szócikk ezen változatának fordításán alapul.  Az eredeti cikk szerkesztőit annak laptörténete sorolja fel. Ez a jelzés csupán a megfogalmazás eredetét és a szerzői jogokat jelzi, nem szolgál a cikkben szereplő információk forrásmegjelöléseként.